# Daniel Bell
Daniel Bell (New York, 10 maggio 1919 – Cambridge, 25 gennaio 2011) è stato un sociologo statunitense.

## Biografia
Docente alla Harvard University, nel 1960 pubblicò La fine dell'ideologia, nel quale profetizzava l'allora prossima estinzione dell'approccio marxista alla comprensione e rielaborazione della sociabilità umana; marxismo già in ampio declino, nonostante il successo in quegli anni di Marcuse e Althuser, di ulteriori elaborazioni teoretiche plausibili; ivi Bell ha attaccato inoltre la visione, fortemente critica, del sistema americano elaborata dall'eclettico sociologo Charles Wright Mills: dal Bell tacciato di approccio romantico a una realtà complessa e sfumata, rispetto all'impostazione diagnostica dell'opera The Power Elite (1956).
Analizzò la società post-industriale, introducendo nella sua analisi l'emergere di una "classe dei servizi" e il predominio del settore terziario.
Nel 1972 pubblicò Le contraddizioni del capitalismo, nel quale analizzava la dicotomia tra felicità personale e realizzazione professionale, fattori entrambi teorizzati dai capitalisti.